# Ifigenia in Aulide (Gluck)
Ifigenia in Aulide (Iphigénie en Aulide) è un'opera francese in tre atti di Christoph Willibald Gluck, su libretto di Le Bailly du Roullet, tratto dalla tragedia Iphigénie (1674) di Jean Racine, a sua volta basata sull'Ifigenia in Aulide di Euripide. Riferibile al genere della tragédie lyrique, essa vide la luce del palcoscenico all'Opéra di Parigi il 19 aprile 1774 e costituisce la prima delle sei opere che il musicista tedesco compose, o profondamente rielaborò, per le scene della capitale francese.

## La preparazione
Quando agli inizi degli anni '70, la fortuna di Gluck a Vienna appariva declinante, la sua nuova amicizia con l'aspirante librettista e attaché all'ambasciata di Francia, noto come Le Bailly du Roullet, e soprattutto il fatto che la sua affezionata ex-allieva di canto, Maria Antonietta d'Asburgo-Lorena, fosse diventata, nel 1770, delfina di Francia, fecero accarezzare al compositore, ormai sulla soglia dei sessant'anni, l'idea di cercare nuovi successi a Parigi: ciò che del resto poteva anche essere considerato come il logico sbocco del suo percorso artistico che del mondo musicale francese, direttamente o indirettamente, tanto si era alimentato.
Nel raggio di pochi mesi, Gluck stava non solo lavorando, senza alcun preventivo contratto, a una nuova opera su libretto di du Roullet, l'Iphigénie en Aulide, con soggetto radicato nella tradizione teatrale francese e ispirato a una tragedia di Racine, ma stava anche aprendo una corrispondenza con il «Mercure de France» allo scopo di prepararsi il campo sulla rovente piazza parigina. Pressappoco in questo stesso periodo, Gluck dové inoltre riprendere i contatti con un suo vecchio collaboratore, il librettista Pierre-Louis Moline, ai fini della traduzione e dell'ampliamento del libretto dell'Orfeo ed Euridice di Ranieri de' Calzabigi, nell'ipotesi della produzione di una versione francese dell'opera.

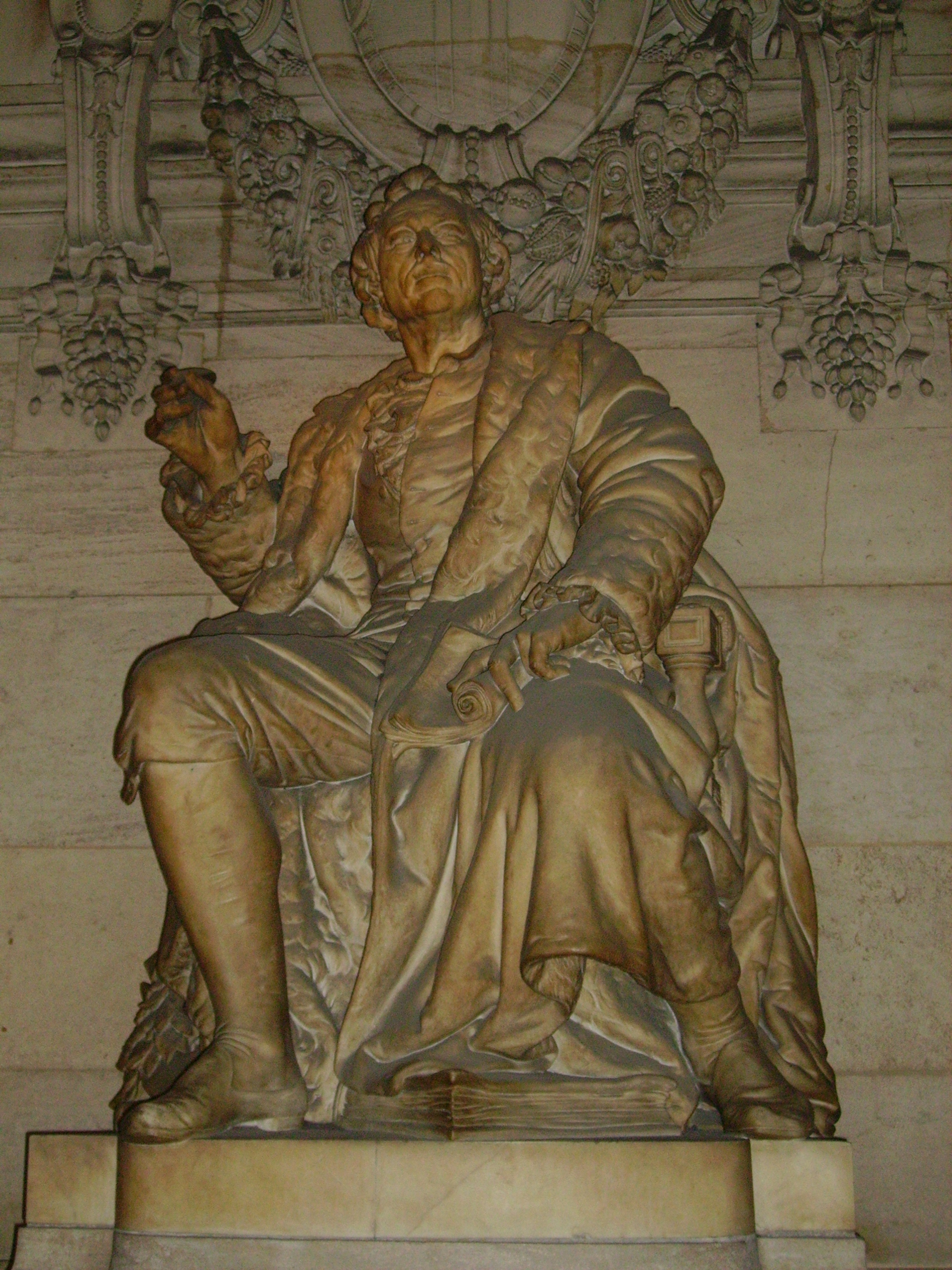
Statua di Gluck all'Opéra Garnier, a Parigi

 Su questi presupposti, Le Bailly du Roullet, sponsorizzato ad alto livello (e in modo determinante) dalla delfina, esercitò pressioni molto forti sulla direzione dell'Académie Royale de Musique, finché non ottenne una ricca commessa in favore di Gluck.
Questi partì quindi nel 1773 alla volta di Parigi, con la partitura dell'Iphigénie sottobraccio e, così come aveva esplicitamente previsto, si scontrò immediatamente con tutto l'ingessato ambiente dell'Opéra, restio ad accettare i suoi metodi bruschi di lavoro e refrattario nei confronti del suo nuovo stile artistico e musicale. Le prove dell'Iphigénie en Aulide durarono la bellezza di sei mesi e soltanto le sue ripetute minacce di abbandonare la partita e soprattutto l'appoggio della corte, gli consentirono alla fine di averla vinta. «A Sophie Arnould, che per il ruolo di Ifigenia pretendeva delle grandi arie anziché i perpetui recitativi, replicò: "Per cantare delle grandi arie, bisogna prima saper cantare". (...) Litigò con il ballerino Gaëtan Vestris che voleva che l'opera si concludesse con un balletto, com'era d'uso. "Una ciaccona! Una ciaccona!" gridò Gluck. "Vogliamo ricreare i greci; e i greci avevano forse le ciaccone?" Vestris, stupito di apprendere che non le avevano, ribatté con umorismo: "Peggio per loro"»..
Quanto al coro, i suoi componenti, ricorderà novant'anni dopo Berlioz, «non recitavano. Piantati a destra e a sinistra del palcoscenico come delle canne d'organo, ripetevano la lezione con flemma disperante. [Gluck] fu quello che cercò di rianimarli, indicando loro ogni gesto e movimento da fare e consumandosi a tal punto nei suoi sforzi che sarebbe certamente crollato sotto la fatica se solo non fosse stato dotato dalla natura di una tempra tanto resistente».
Sui rapporti, inizialmente molto difficili, con la prima haute-contre dell'Opéra, Joseph Legros sono stati tramandati aneddoti, anche molto coloriti, relativi soprattutto alle prove dell'Orphée, che ebbero luogo immediatamente dopo l'esecuzione dell'Iphigénie. Con questo cantante, cui spettavano istituzionalmente le parti da “attor giovine”, Gluck si trovò di fronte ad una sorta di pingue usignolo meccanico, dalle straripanti possibilità vocali, ma assolutamente privo di capacità interpretative e sceniche. Il lavoro di addestramento fu duro e lunghissimo e coinvolse tutto il periodo tra l'inizio delle prove dell'Iphigénie e la rappresentazione dell'Orphée. Legros, che era una persona seria e di notevole statura umana, riuscì a trarre lezione dagli insegnamenti gluckiani e uscì dall'incontro con il musicista tedesco come un interprete rinato capace di mettere d'accordo gli opposti partiti, sempre presenti sulla piazza di Parigi, finché, una decina di anni dopo, nel 1783, la sua ormai opprimente obesità non lo costrinse a lasciare il palcoscenico.

## Vicende storiche
L'Iphigénie andò finalmente in scena il 19 aprile 1774 con successo inizialmente assai moderato e fece in tempo ad avere solo tre riprese, il 22, 24 and 29 aprile, perché poi i teatri francesi furono chiusi per un mese e mezzo, a partire dal primo maggio, in concomitanza con la malattia e la morte del re Luigi XV. Successivamente il cartellone prevedeva le rappresentazioni, prima dell'Orphée (dal 4 agosto), e poi dell'Azolan di Étienne-Joseph Floquet (dal 22 novembre), e quindi l'Iphigénie poté tornare in palcoscenico solo il 10 gennaio 1775: «fu però ripresa annualmente nei periodi 1776/1780, 1782/1793, 1796/1824, annoverando a Parigi, in quest'arco di cinquant'anni, più di quattrocento messe in scena», e risultando quindi alla fine l'opera gluckiana più eseguita sui palcoscenici della capitale francese. Per la ripresa del 1775, «Gluck rimaneggiò l'Iphigénie en Aulide ... introducendo in chiusura dell'opera il personaggio di Diana (soprano) come deus ex machina, e modificando ed ampliando i divertissements... Così, in senso lato, si può dire che esistano due versioni dell'opera, ma le differenze non sono in alcun modo altrettanto grandi ed importanti come quelle tra l'Orfeo ed Euridice e l'Orphée et Euridice, oppure tra la versione italiana e quella francese dell'Alceste».

### La versione di Wagner
Nonostante il grande successo riscosso nei suoi primi cinquant'anni di vita, a partire dagli anni '30 dell'Ottocento l'Iphigénie en Aulide passò in second'ordine rispetto all'Orfeo ed Euridice, e anche all'Iphigénie en Tauride, dal punto di vista della frequenza di rappresentazione sui palcoscenici. Precedette comunque, ancora, cronologicamente, le due consorelle gluckiane nell'interesse che esse destarono nei compositori ottocenteschi, e che si concretò nella nascita di versioni aggiornate delle tre opere.
Ad occuparsi dell'Iphigénie en Aulide nel 1847, fu Richard Wagner, il quale realizzò una revisione dell'opera di Gluck (Iphigenia in Aulis) al Semperoper di Dresda, per l'interpretazione di Wilhelmine Schröder-Devrient nei panni di Clitennestra e di Johanna Wagner in quelli della protagonista. Oltre a tradurla in tedesco, Wagner «riorchestrò l'opera, introdusse numerosi tagli ed aggiunse recitativi ed altra musica di sua produzione; cambiò pure il terzo atto e gli diede un nuovo finale (con Diana ... che comanda a Ifigenia di trasferirsi in Tauride come propria locale grande sacerdotessa), così realizzando un collegamento tra Iphigénie en Aulide e Iphigénie en Tauride che andava di sicuro al di là delle intenzioni di Gluck». La versione wagneriana ebbe una notevole fortuna nei teatri tedeschi, rappresentata normalmente in luogo della versione originale francese fino ad anni recenti. Il finale di Wagner, ritradotto in francese, è stato eseguito anche in occasione della ripresa dell'opera sotto la direzione di Riccardo Muti ad inaugurazione della stagione 2002-2003 del Teatro alla Scala, il 7 dicembre 2002.

### La fortuna moderna
A partire dalla ripresa al Maggio Musicale Fiorentino del 1950 con Boris Christoff come Agamennone, l'Iphigénie en Aulide è rientrata, sia pure un po' faticosamente, nel repertorio, interessando comunque protagoniste di vaglia, come Giulietta Simionato, Christa Ludwig e Elisabeth Söderström, noti direttori, come Karl Böhm, Sir Charles Mackerras, Sir John Eliot Gardiner o il già ricordato Muti, e grandi piazze teatrali, soprattutto europee: oltre alle già citate, il Festival di Salisburgo, la Staatsoper di Vienna, il Festival di Drottningholm, Berlino, Londra, Roma. La prima americana dell'opera si era avuta all'Academy of Music di Filadelfia il 22 febbraio 1935.

## Caratteristiche artistiche
«Nella produzione di Gluck l'Iphigénie en Aulide segna una svolta decisiva. I ritratti marmorei realizzati nei capolavori degli anni viennesi (Orfeo ed Euridice, Alceste) sono ora incrinati da debolezze e lacerazioni, che danno ai personaggi una tormentata umanità». Il libretto di Du Roullet semplifica la trama della tragedia di Racine eliminando il complesso dibattito intorno all'opportunità del sacrificio di Ifigenia e concentrando invece l'attenzione sulle passioni che tale situazione genera, così da rendere la tragedia più umana.
Al centro del dramma non è più un conflitto di natura etica generale, bensì quello dei sentimenti delle persone, tra le ambizioni politiche e l'amore di padre, tra la devozione filiale e l'attaccamento alla vita e al promesso sposo, tra il vincolo matrimoniale ed il prepotente amore materno. «Fra i personaggi dell'opera, Agamennone e Clitennestra hanno una rilevanza non inferiore a quella di Ifigenia, e tutti e tre sono tra le più memorabili creazioni di Gluck: Agamennone con i suoi due grandi monologhi nei primi due atti, che sono senza precedenti nella storia dell'opera; Clitennestra con le sue arie appassionate e la visionaria scena del terzo atto; e Ifigenia stessa, la cui evoluzione dall'amore giovanile del primo atto all'esaltazione eroica … del terzo, è così efficacemente resa nella musica a lei dedicata».”.».
Accanto ai personaggi principali (tra cui vanno annoverati anche la figura, assai più convenzionale, dell'eroe amante Achille, dalla “stentorea marzialità tenorile”, e il sacerdote oppositore Calcante) «spicca come vero e proprio attore collettivo il coro dei soldati greci, ansiosi di conoscere la vittima e poi di celebrare il sacrificio; la monolitica aggressività degli unisoni, usata da Gluck nel coro infernale dell'Orfeo, cede qui il passo a un contrappunto tumultuante, in cui più d'un commentatore ha colto un'eco delle Passioni  bachiane».
«La musica [dell'Iphigénie] aprì un nuovo orizzonte anche per la combinazione che essa realizzò tra lirismo e melodia italiani, e declamazione francese: una formula che Gluck avrebbe usato in vari modi in tutte le sue opere parigine e di cui andava a buon diritto fiero. “Ho inventato un linguaggio musicale adatto a tutte le nazioni”, scrisse sul Mercure de France nel febbraio del 1773, “e spero di abolire le ridicole distinzioni tra gli stili musicali nazionali”.»

## Personaggi ed interpreti

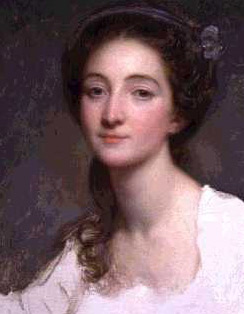
Sophie Arnould
(Jean-Baptiste Greuze, circa 1773)

| personaggio | tipologia vocale | interpreti della prima, 19 aprile 1774 Direttore: Louis Joseph Francœur (Coreografo: Gaetano Vestris) |
| --- | ---------------- | --- |
| Agamemnon, (Agamennone) re di Micene | basso-cantante   | Henri Larrivée                                                                                        |
| Clitemnestre (Clitennestra), sua moglie                                                                                                 | soprano          | Françoise-Claude-Marie-Rosalie Campagne Duplant (or du Plant)                                         |
| Iphigénie (Ifigenia), loro figlia | soprano          | Sophie Arnould                                                                                        |
| Achille, eroe greco | haute-contre     | Joseph Legros                                                                                         |
| Patrocle (Patroclo) | basso            | Durand                                                                                                |
| Calchas (Calcante), Gran sacerdote | basso            | Nicolas Gélin                                                                                         |
| Arcas (Arcade) | basso            | Beauvalet                                                                                             |
| donne greche | soprani          | Marie-Françoise de Beaumont d'Avantois; Rosalie Levasseur                                             |
| una schiava di Lesbo | soprano          | M.lle Chateauneuf                                                                                     |
| Diane (Diana) | soprano          | (non presente nella prima versione)                                                                   |
| Coro: soldati e popolo greco, guerrieri tessali, donne d'Argo, donne d'Aulide, uomini, donne e schiavi di Lesbo, sacerdotesse di Diana: |                  | |
| Balletto ballerine: Marie-Madeleine Guimard, Marie Allard, Anne Heinel, Peslin; ballerini: Gaetano Vestris, Maximilien Gardel           |                  | |

## Soggetto

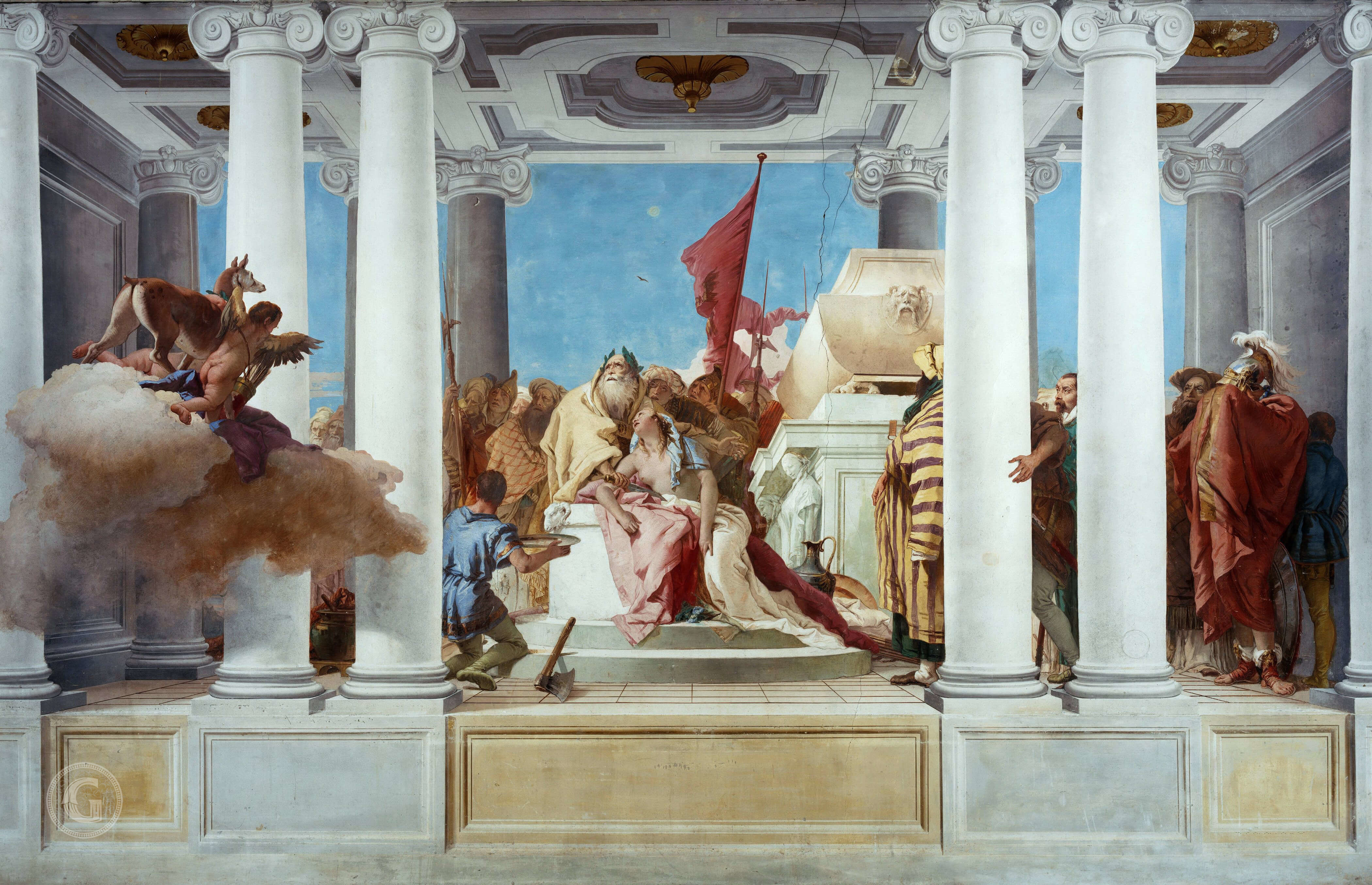
Il sacrificio di Ifigenia (affresco)
di Giovanni Battista Tiepolo (1757)
Vicenza, Villa Valmarana "Ai Nani"

La scena si finge in Aulide, un porto della Beozia di fronte all'isola di Eubea, dove si trovano riuniti i re e gli eserciti di tutta la Grecia, in attesa di potersi imbarcare alla volta di Troia.

### Antefatto
L'azione si colloca nella fase iniziale della guerra che condurrà, secondo il mito narrato da Omero, alla distruzione della città dell'Asia Minore. Una continua bonaccia impedisce la partenza delle navi e il sacerdote Calcante ha rivelato al condottiero dei Greci, Agamennone, che essa è provocata dall'ira della dea Diana nei suoi confronti per un affronto da lui arrecatole, e che solo il sacrificio di sua figlia, Ifigenia, potrà valere a pacificare la divinità. Agamennone ha in qualche modo segretamente accondisceso ed ha convocato la figlia in Aulide con il pretesto di darla in sposa ad Achille.

### Atto I
L'opera ha inizio con l'angoscia e i dubbi del re: nonostante il suo giuramento, egli pensa ancora di sottrarsi al sacrificio della figlia, inventando che Achille non la ama più e quindi evitando che Ifigenia giunga in Aulide. Mentre però è intento a perorare la sua causa con Calcante, canti di gioia annunciano l'arrivo al campo della ragazza accompagnata dalla madre Clitennestra: lo stratagemma del re è fallito perché il suo braccio destro Arcade non è riuscito a raggiungere in tempo le due donne. L'accoglienza tripudiante nei loro confronti è l'occasione del primo divertissement alla francese, con danze e cori, che Gluck però ridimensionò in durata nella seconda edizione del 1775, trasportando in particolare, al finale dell'opera, la splendida passacaglia che ne faceva originariamente parte. I festeggiamenti vengono interrotti dall'indignata Clitennestra che, venuta a sapere della (falsa) infedeltà di Achille, sollecita la figlia ad apprestarsi a ripartire. Rimasta sola, questa dà sfogo al suo dolore finché Achille stesso non compare in scena, rivelando di non aver nemmeno saputo del prossimo arrivo di Ifigenia, e negando risolutamente qualsiasi infedeltà da parte sua. L'atto si chiude quindi in una tenera scena di riconciliazione, nella quale i due promessi sposi si appellano al dio del matrimonio perché li unisca quello stesso giorno.

### Atto II
Ifigenia ed il suo seguito meditano sulla situazione difficile in cui la ragazza si è venuta a trovare, presa tra l'orgoglio del padre e l'ira dell'amato, quando Clitennestra annuncia che Agamennone si è finalmente convinto, e che i preparativi per la cerimonia di nozze sono in corso. Li raggiungono Achille con l'amico Patroclo e con il suo seguito, e la gioia di tutti dà occasione al secondo divertissement dell'opera, molto più ampio nell'edizione del 1775, durante il quale viene celebrato il valore dello sposo, mentre la sposa dona la libertà alle schiave di Lesbo che Achille ha portato con sé. L'atmosfera cambia però radicalmente con l'arrivo di Arcade, il quale, non riuscendo a trattenere i propri sentimenti, rivela che Agamennone sta attendendo la figlia all'altare non per celebrarne le nozze, ma per sacrificarla. Le parole del soldato, pronunciate senza accompagnamento di musica, in modo che le si possa udire distintamente, provocano espressioni di orrore da parte degli astanti e del coro.

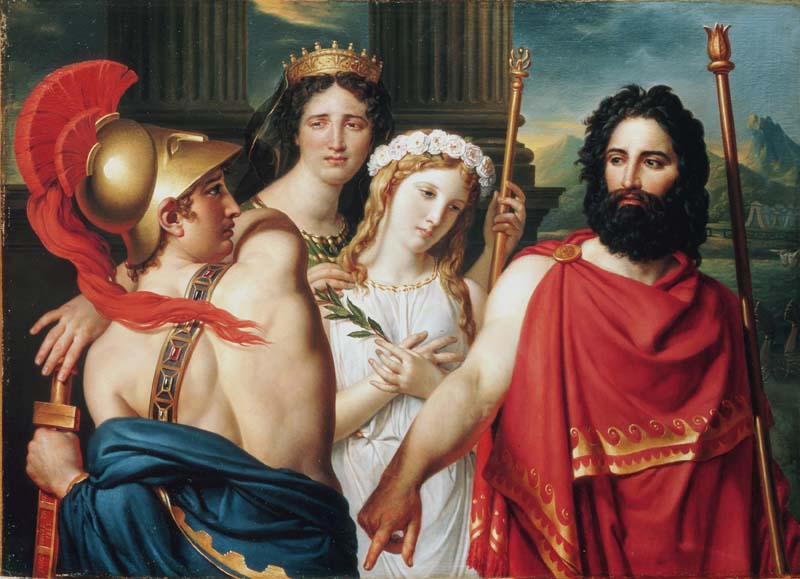
L'ira di Achille o Il sacrificio di Ifigenia
olio su tela di Jacques-Louis David (1825)

Clitennestra, furibonda e disperata, implora Achille di salvare sua figlia, e questi infine si impegna con la giovane a proteggerla senza però nel contempo far alcun male a suo padre. Dopo un furibondo duetto tra i due eroi, in cui Achille comunica al futuro suocero che dovrà passare sul suo cadavere prima di poter attentare alla vita della figlia, Agammennone ha una nuova resipiscenza e dà disposizioni ad Arcade perché riconduca le due donne a Micene. L'atto si chiude con la toccante espressione dell'amore del re per la figlia, prima, e poi con la sua baldanzosa sfida alla dea perché si prenda la vita di lui piuttosto che quella dell'innocente Ifigenia.

### Atto III
L'atto si apre con il coro dei Greci che sollecitano Agamennone al sacrificio della figlia, per timore di non riuscire più a raggiungere Troia. Ifigenia, che ha rifiutato di seguire Arcade, si è ormai rassegnata al suo fato e saluta teneramente prima lo sposo, il quale però esprime il suo rifiuto alla rassegnazione in un'eroica aria di bravura con corni e trombe, poi la madre trepidante. Rimasta sola, Clitennestra è protagonista di una sorta di scena della pazzia in cui ha la visione allucinata dell'imminente sacrificio, e che sfocia nell'implorazione appassionata al padre Giove perché annienti con il fulmine il campo dei Greci. La scena si chiude con le sue parole di angoscia che si levano al di sopra dei canti del coro che accompagna Ifigenia al sacrificio.
Sulla spiaggia, nei pressi dell'altare, Ifigenia è inginocchiata mentre i Greci cantano inni agli dei e Calcante ha già alzato il coltello sacrificale, quando Achille irrompe in scena con i suoi guerrieri tessali deciso ad impedire la cerimonia.
L'opera si chiude con il più rilevante allontanamento di Gluck e du Roullet dal mito: la voce di Calcante si leva infatti al di sopra del tumulto generale e, del tutto inopinatamente, annuncia che Diana ha rinunciato alla morte di Ifigenia e ha consentito al matrimonio. Nella versione del 1775 Gluck ovviò all'incongruenza del comportamento di Calcante facendo entrare direttamente in scena il personaggio di Diana e facendo annunciare a lei stessa il proprio consenso sia per le nozze che per la partenza dei Greci verso Troia. Dopo un quartetto di gioia tra i due sposi e i genitori di lei, la versione del 1774 si concludeva con un lungo divertissement, comprendente l'aria di una donna greca, una ciaccona interrotta dalle esortazioni belliche di Calcante, e un sinistro coro di guerra dei Greci. La versione del 1775 si conclude invece semplicemente con un divertissement ancora più ampio nel quale fu trasportata la splendida passacaglia che nella versione del 1774 faceva parte del divertissement dell'atto primo.

## Discografia
Ordine dei personaggi: Agamemnon, Clytemnestre, Iphigénie, Achille, Calchas, Diane, Arcas, Patrocle, due donne greche, una schiava lesbia
- Dietrich Fischer-Dieskau, Johanna Blatter, Martha Musial, Helmut Krebs, Josef Greindl; Maria Reith; Leopold Clam; mancano i personaggi femminili minori; Coro camera e Orchestra Sinfonica “Rundfunk Im Amerikanischen Sektor” (RIAS), dir. Artur Rother (CD Gala 100.712). Registrazione radiofonica in tedesco, 1º dicembre 1951, Berlino
- Gabriel Bacquier, Christiane Gayraud, Jane Rhodes, Michel Sénéchal, Raymond Steffner, Paola Berti, Teodoro Rovetta, Raymond Steffner; Paola Berti, Jolanda Torriani, Maria Manni Jottini (terza donna greca); Maria Manni Jottini, Antonio Pietrini (un greco); Coro e Orchestra Sinfonica della RAI di Torino, dir. Pierre Dervaux (CD Omega Opera Archive, 4094). Registrazione radiofonica (mono), 21 aprile 1961, Torino
- Walter Berry, Inge Borkh, Christa Ludwig, James King, Otto Edelmann, Elisabeth Steiner, Alois Pernerstorfer, mancano gli altri interpreti; Coro da camera del Festival di Salisburgo, Coro della Wiener Staatsoper e Wiener Philharmoniker, dir. Karl Böhm (CD Orfeo, C428 962I). Registrazione dal vivo in tedesco, 3 agosto 1962, Festspiele di Salisburgo
- Dietrich Fischer-Dieskau, Trudeliese Schmidt, Anna Moffo, Ludovic Spiess, Thomas Stewart, Arleen Augér, Bernd Weikl, Nikolaus Hillebrand; mancano le interpreti femminili minori; Coro e Orchestra della Radio Bavarese, dir. Kurt Eichhorn (CD: Eurodisc, 352 988; Bmg Rca, 74 321-32 236-2). Registrazione in studio della versione di Richard Wagner, in tedesco (1972), Monaco di Baviera
- José van Dam, Anne Sofie von Otter, Lynne Dawson, John Aler, Gilles Cachemaille, Guillemette Laurens, René Schirrer, Bernard Deletré, Ann Monoyios, Isabelle Eschenbrenner, Ann Monoyios; Monteverdi Choir, Orchestra dell'Opéra di Lione, dir. John Eliot Gardiner (CD Erato 2292-45 003-2/4509-99 609-2). Registrazione in studio dell'originale francese (versione 1775), 1987
- Nicolas Testé, Anne Sofie von Otter, Véronique Gens, Frédéric Antoun, Christian Helmer, Salomé Haller, Laurent Alvaro, Martijn Cornet; le parti femminili minori sono tagliate; Coro della Nederlandse Opera, Les Musiciens du Louvre, dir. Marc Minkowski, regia di Pierre Audi (DVD Opus Arte BD7115 D). Registrazione dal vivo (settembre 2011), al Muziektheater di Amsterdam, dell'edizione francese del 1775, senza danze e con tagli.